# Грличе
Грличе (словен. Grliče) — поселення в общині Шмарє-при-Єлшах, Савинський регіон, Словенія. 
Висота над рівнем моря: 250,7 м.